# بازنظامی‌سازی راینلند

راینلند

بازنظامی‌سازی راینلند (به آلمانی: Rheinlandbesetzung) توسط ارتش آلمان نازی در ۷ مارس ۱۹۳۶ هنگامی که نیروهای نظامی آلمان وارد راینلند شدند آغاز شد. این رویداد بسیار مهم بود چون به معنی بی‌اعتبار کردن پیمان‌های ورسای و لوکارنو بود. این نخستین بار بود که پس از جنگ جهانی اول نیروهای نظامی وارد این ناحیه می‌شد. پیش از بازنظامی‌سازی، توازن قدرت به سمت فرانسه و هم‌پیمانانش بود و منطقهٔ راینلند مانند سدی در برابر تحرکات آلمان به سمت غرب اروپا بود.

## واکنش‌ها

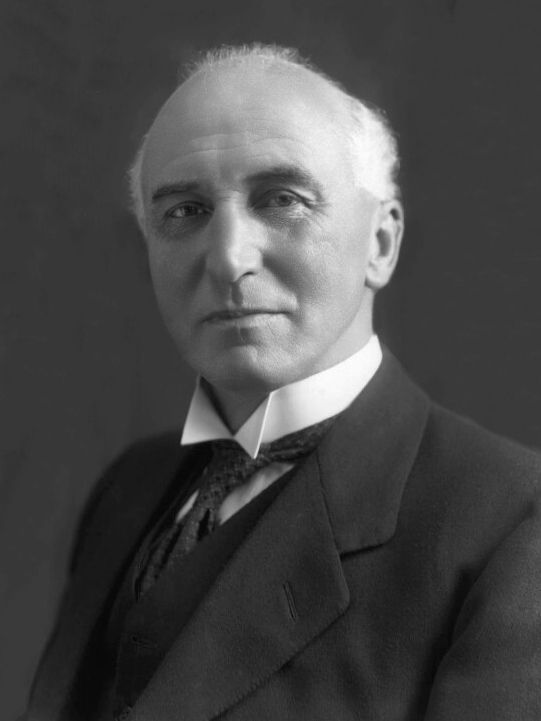
لرد سیمون

### فرانسه
اسناد مربوط به واکنش فرانسه در برابر این حرکت آلمان‌ها تا دههٔ ۱۹۷۰ میلادی منتشر نشد. افرادی مانند ویلیام شایرر که به این اسناد دست یافته بودند و کتابی مانند ظهور و سقوط رایش سوم را نوشته‌اند گفته‌اند که در آن دوران فرانسوی‌ها از نظر نیروی نظامی از آلمان قوی تر بودند اما از نظر روحی آمادگی و اعتماد به نفس رویارویی با آنها را نداشتند آنها به آسانی می‌توانستند آلمان‌ها را به عقب برانند اما مردم آنها گرفتار ناامیدی و شکست بودند و فکر می‌کردند در صورت رویارویی قطعاً شکست می‌خورند. در مقابل تاریخ‌نگار آمریکایی استفان شوکر که او هم اسناد فرانسوی را مطالعه کرده بود، ادعایی کاملاً متفاوت کرد و گفت فرانسوی‌ها از نظر اقتصادی در بحران بودند ژنرال بزرگ فرانسوی موریس گاملن اعلام کرده بود که در صورت تمایل به رویارویی با آلمان باید نزدیک به ۳۰ میلیون فرانک در روز برای ارتش هزینه کرد تا آمادگی کافی برای رویارویی را پیدا کند.

### بریتانیا
همچنین ببینید سیاست مماشات
بریتانیا واکنش‌های متفاوتی در برابر این حرکت آلمان داشت برای نمونه لرد لوثیان در واکنش گفت، این رویداد چیزی نیست جز آنکه آلمان‌ها پیاده به حیاط خلوت شان بازگشته اند. افکار عمومی در بریتانیا بر این باور بود که پیمان ورسای بسیار سختگیرانه بود و هیتلر حق داشت که این پیمان را زیر پا بگذارد و اگر بریتانیا با آلمان وارد جنگ شود از نظر اخلاقی این کار درستی نیست.
استنلی بالدوین نخست‌وزیر وقت با اشک در چشم اعلام کرد که بریتانیا منابع کافی برای نگهبانی از پیمانی که امضا کرده را ندارد و افکار عمومی مردم هم تمایلی به ایستادگی نظامی ندارد.

### بلژیک
بلژیک در ۱۹۲۰ با فرانسه هم پیمان شده بود اما پس از این رویداد اعلام بی‌طرفی کرد، لئوپولد سوم در ۱۴ اکتبر ۱۹۳۶ چنین سخنرانی کرد:
اشغال دوبارهٔ راینلند و پایان دادن به نظمی که پس از لوکارنو پدید آمده بود تقریباً ما را به جایگاه جهانی مان در دوران پیش از جنگ جهانی بازگرداند … ما باید سیاست‌هایی را در پیش بگیریم که ویژهٔ بلژیک است و این سیاست باید کمک کند تا ما را بیرون از دعواهای همسایگان قرار دهد.

### لهستان
لهستان اعلام کرد که پیمان میان فرانسه و لهستان به قوت خود باقی است و اگر تجاوزی به فرانسه صورت گرفت لهستان وارد عمل می‌شود اما همزمان لهستان به سفیر آلمان اعلام کرد که از آنجایی که آلمان تمایلی به یورش به فرانسه ندارد پیمان فرانسه به لهستان اعتباری نخواهد داشت و اگر فرانسه حرکتی از خود نشان داد لهستان در مقابل کاری نخواهد کرد.

### شوروی
شوروی رسماً اعلام کرد که این حرکت آلمان، صلح منطقه را به خطر می‌اندازد اما همزمان سفیر شوروی در آلمان مشغول مذاکره برای مبادلات اقتصادی بود و اعلام کرده بود که با تبادلات اقتصادی امید است روابط سیاسی نیز بهتر شود.